# Phyllothemis eltoni
Phyllothemis eltoni is een libellensoort uit de familie van de korenbouten (Libellulidae), onderorde echte libellen (Anisoptera).
De soort staat op de Rode Lijst van de IUCN als onzeker, beoordelingsjaar 2010.
De wetenschappelijke naam Phyllothemis eltoni is voor het eerst geldig gepubliceerd in 1935 door Fraser.